# Boholina parapurgata
Boholina parapurgata is een eenoogkreeftjessoort uit de familie van de Pseudocyclopidae. De wetenschappelijke naam van de soort is voor het eerst geldig gepubliceerd in 2012 door Boxshall & Jaume.